# Gardiner's
Gardiner's was een warenhuis op de kruising van Whitechapel High Street en Commercial Road, Londen. Het werd geopend in de jaren 1870 en was gespecialiseerd in Schotse kleding en militaire uniformen. 
In 1971 werd het warenhuis gesloten. In mei 1972, een jaar na de sluiting, werd het gebouw door brand verwoest.
De locatie, waar  in 1936 de belangrijkste confrontatie van de Slag om Cable Street plaatsvond, wordt soms nog steeds Gardiner's Corner genoemd.